# Jowr Maḩalleh
Jowr Maḩalleh (persiska: جور محله) är en ort i Iran.   Den ligger i provinsen Gilan, i den norra delen av landet, 170 km nordväst om huvudstaden Teheran. Jowr Maḩalleh ligger 90 meter över havet och antalet invånare är 159.
Terrängen runt Jowr Maḩalleh är varierad, och sluttar norrut.Runt Jowr Maḩalleh är det ganska tätbefolkat, med 134 invånare per kvadratkilometer. Närmaste större samhälle är Rūdsar, 19,3 km nordväst om Jowr Maḩalleh. I omgivningarna runt Jowr Maḩalleh växer i huvudsak blandskog.